# Sander Helven
Sander Helven (Hasselt, 30 mei 1990) is een voormalig Belgisch wielrenner die reed voor Topsport Vlaanderen-Baloise.

## Overwinningen
2012
Omloop Het Nieuwsblad,  Beloften & elite z/c
Bergklassement Ronde van Thüringen
2014
1e etappe Ster van Bessèges
2015
1e GP José Dubois

## Resultaten in voornaamste wedstrijden
| Jaar | Gent-Wevelgem | Parijs-Roubaix | Amstel Gold Race | Luik-Bast.‑Luik | Waalse Pijl |
| ---- | ------------- | -------------- | ---------------- | --------------- | ----------- |
| 2013 |               |                | opgave           | opgave          | opgave      |
| 2014 |               |                |                  |                 |             |
| 2015 | opgave        |                |                  | opgave          |             |
| 2016 | 75e           | 104e           | opgave           | opgave          | 119e        |

## Ploegen
- 2011- Donckers Koffie-Jelly Belly
- 2013- Topsport Vlaanderen Baloise
- 2014- Topsport Vlaanderen Baloise
- 2015- Topsport Vlaanderen Baloise

Cocquyt · Cornet · Cretskens · De Poortere · De Weer · Duijn · Geerts · Helven · Hovelijnck · Hulsmans · Ockeloen · Schets · Spragg · Stubbe · Van Den Bossche · R.van der Velde · A.van der Velde · Van Mechelen · Van Snick · Vanbilsen · Vanderaerden
Armée · Cornu · De Buyst · De Jonghe · De Ketele · De Vreese · Declercq · Helven · Jacobs · Lampaert · Lietaer · Mertens · Neirynck · Salomein · Sprengers · Van Asbroeck · Van Hecke · Van Hoecke · Van Staeyen · Vanbilsen · Vandousselaere · Vanoverberghe · Vanspeybrouck · Waeytens · Wallays
Campenaerts · De Pauw · De Buyst · De Jonghe · De Ketele · Declercq · Helven · Jacobs · Lampaert · Lietaer · Rickaert · Salomein · Sprengers · Steels · Theuns · Van Asbroeck · Van Hecke · Van Hoecke · Vanoverberghe · Van Staeyen · Vanbilsen · Vanspeybrouck · Vergaerde · Waeytens ·  Wallays
Campenaerts · Capiot · De Ketele · De Pauw · De Tier · Declercq · Helven · Jacobs · Lietaer · Naesen · Rickaert · Salomein · Sprengers · Steels · Theuns · Van Hecke · Van Hoecke · Van Lerberghe · Van Meirhaeghe · Vanoverberghe · Vanspeybrouck · Vergaerde · Jel.Wallays · Jen.Wallays